# Jonny Brown
Pour les articles homonymes, voir Jonathan Brown et Brown.
Jonathan "Jonny" Brown, né le 20 avril 1997 à Murfreesboro, est un coureur cycliste américain. Il est le frère cadet de Nathan Brown, également cycliste,.

## Biographie
En 2018, il devient à 21 ans champion des États-Unis sur route.

## Palmarès
- 2012
  -  Champion des États-Unis sur route juniors (15-16 ans)
- 2014
  -  Champion des États-Unis sur route juniors (17-18 ans)
- 2015
  -  Champion des États-Unis sur route juniors (17-18 ans)
- 2016
  - 2e étape du Hotter'N Hell Hundred
- 2018
  -  Champion des États-Unis sur route
- 2021
  - 2e étape du Tour de Murrieta
- 2022
  - 2e du West Dundee River Challenge
  - 3e de La Verne Stage Race
- 2023
  - 1re étape du Tour de Tobago
  - 2e du Tour de Tobago
  - 3e du Snake Alley Criterium
  - 3e de la Holy Saturday Cross Country Cycling Classic
  - 3e du Melon City Criterium

## Classements mondiaux
| Année            | 2018   |
| ---------------- | ------ |
| UCI America Tour | 29e    |
| UCI Europe Tour  | 1 795e |